# Valor singular
En matemàtiques, i en particular en anàlisi funcional, els valors singulars d'un operador compacte T : X → Y que actua entre dos espais de Hilbert X i Y són les arrels quadrades dels valors propis de l'operador autoadjunt no-negatiu T*T : X → X (on T*  denota l'adjunt de T).
Els valors singulars són nombres reals no-negatius, i s'acostuma a enumerar-los en ordre descendent (s1(T), s₂(T), …). Si T és autoadjunt, llavors el valor singular més gran s1(T) és igual a la norma operacional de T

Visualització de la descomposició en valors singulars (DVS) d'una matriu M de distorsió bidimensional real. Primer, veiem el disc unitat (en blau) amb els dos vectors canònics unitaris. Després veiem l'acció de M, que distorsiona el disc en una el·lipse. La DVS descompon M en tres transformacions simples: una rotació V^{*}, una homotècia Σ al llarg dels eixos coordenats rotats, i una segona rotació U. Les longituds σ_{1} i σ₂ dels semieixos de l'el·lipse són els valors singulars de M.

En el cas en què T actua sobre l'espai euclidià ℝn, existeix una interpretació geomètrica senzilla pels valors singulars: considerem la imatge per T de l'esfera unitat. Aquesta imatge és un el·lipsoide, i els seus semieixos són els valors singulars de T (vegeu la figura per un exemple a ℝ²).
En el cas d'una matriu normal A, podem aplicar el teorema espectral per obtenir una diagonalització unitària d'A com A = UΛU* . Per tant, {\displaystyle {\sqrt {A^{*}A}}=U|\Lambda |U^{*}}, i els valors singulars són simplement els valors absoluts dels valors propis.

En el cas de dimensió finita, una matriu sempre es pot descompondre de la forma UDW, on U i W són matrius unitàries, i D és una matriu diagonal que té els valors singulars a la diagonal. Aquesta és la descomposició en valors singulars.

## Història
El concepte de valor singular fou introduït per Erhard Schmidt el 1907. En aquell temps, Schmidt anomenà els valors singulars «valors propis». El terme «valor singular» va ser adoptat per Smithies el 1937. El 1957, Dz. E. Allahverdiev demostrà la següent caracterització de l'n-sim valor singular:
{\displaystyle s_{n}(T)=\inf {\big \{}\,\|T-L\|:L{\text{ és un operador de rang finit }}<n\,{\big \}}.}
Aquesta formulació va fer possible estendre la noció de valors singulars per operadors sobre un espai de Banach.